# Entephria flexulata
Entephria flexulata là một loài bướm đêm trong họ Geometridae.